# День ракетных войск и артиллерии (Украина)
«День ракетных войск и артиллерии» (укр. «День ракетних військ і артилерії») — государственный праздник Украины. Это профессиональный праздник для всех работников и военнослужащих ракетных войск и артиллерии Украины, который отмечается ежегодно 4 декабря. Не является нерабочим днём, если, в зависимости от года, не выпадает на выходной.

## История
В СССР праздник «День ракетных войск и артиллерии» был установлен Указом Президиума Верховного Совета СССР от 17 ноября 1964 года № 3027-VI «О праздновании Дня ракетных войск и артиллерии». В связи с распадом СССР, Российская Федерация стала правопреемником СССР и этого праздника. На Украине, которая не являлась правопреемником СССР в отношении этого праздника, «День ракетных войск и артиллерии» официально не праздновался с 1991 года.
Как общегосударственный праздник, «День ракетных войск и артиллерии» появился в украинском официальном календаре в 1997 году, после того, как 31 октября в столице республики, городе-герое Киеве, президент Украины Л. Д. Кучма подписал Указ № 1215/97 «Про День ракетных войск и артиллерии», который предписывал отмечать его в Республике Украина каждый год 3 ноября. В президентском указе Леонида Кучмы, в частности, говорилось, что этот праздник вводится: «учитывая важную роль ракетных войск и артиллерии в укреплении обороноспособности государства».
В 2007 году Министр обороны Украины А. С. Гриценко в своей речи, приуроченной ко «Дню ракетных войск и артиллерии», сказал следующее:

«Этот праздник приурочен к одной из самых великих операций, которая была проведена на территории Украины в годы Великой Отечественной войны. В этот день в 1943 году началось освобождение столицы нашего государства от немецко-фашистских захватчиков, во время которого впервые в ходе войны была создана высочайшая плотность артиллерии на участке прорыва обороны противника, осуществлено огневой вал на четырёх рубежах и массирование огня артиллерийского корпуса по узлам сопротивления противника… поддерживая постоянную высокую боевую готовность, своим патриотизмом, профессионализмом и мастерством ракетчики и артиллеристы приумножают славные национально-исторические традиции и укрепляют авторитет государства…».

Уже традиционно в «День ракетных войск и артиллерии» руководство страны и высшие чины МО поздравляют своих подчинённых с этим профессиональным праздником, а наиболее отличившиеся военнослужащие награждаются государственными наградами, внеочередными воинскими званиями, памятными подарками, правительственными грамотами и благодарностями командования.

3 ноября также является датой основания организации ветеранов ракетных войск и артиллерии Украины.
Среди украинских артиллеристов и ракетчиков отмечаются две даты — и 3, и 19 ноября в честь всех артиллеристов, воевавших и погибших на всех фронтах Великой Отечественной войны и других войн.
В этот же день в Вооружённых силах Украины отмечается ещё один праздник — День инженерных войск.
В ноябре 2024 года Президент Украины Владимир Зеленский издал указ о переносе даты с 3 ноября на 4 декабря.